# Aegocera norma
Aegocera norma là một loài bướm đêm trong họ Noctuidae.